# Walerian Żak
Walerian Żak (ur. 14 kwietnia 1911 w Bóbrce Kańczuckiej, zm. 13 marca 1969 w Surbiton) – major pilot Wojska Polskiego, podpułkownik (ang. Wing Commander) Królewskich Sił Powietrznych, kawaler Krzyża Srebrnego Orderu Wojennego Virtuti Militari.

## Życiorys
Absolwent Szkoły Podchorążych Lotnictwa w Dęblinie (VIII promocja). 4 sierpnia 1934 roku Prezydent RP Ignacy Mościcki mianował go podporucznikiem ze starszeństwem z dniem 15 sierpnia 1934 roku i 26. lokatą w korpusie oficerów aeronautyki, a Minister Spraw Wojskowych wcielił do 6 pułku lotniczego we Lwowie. Później latał w 112 eskadrze myśliwskiej. Na stopień porucznika został awansowany ze starszeństwem z dniem 19 marca 1938 i 59. lokatą w korpusie oficerów lotnictwa, grupa liniowa. W marcu 1939 był instruktorem pilotażu w Szkole Pilotażu w Grudziądzu.
Podczas kampanii wrześniowej latał w „grupie dęblińskiej”. Przez Rumunię przedostał się do Francji. Początkowo instruktor, później pilot w składzie Esk. „Koolhoven”. Po upadku Francji przedostał się do Wielkiej Brytanii (numer służbowy P1390).
Skierowany do dywizjonu 303 w sierpniu 1940 roku. Ranny podczas walki 27 września 1940 roku. Po odpoczynku, 9 lipca 1941 skierowany do dywizjonu 303 na dowódcę eskadry. Po odbyciu kolejnej tury lotów bojowych skierowany jako instruktor do 58. OTU. W kwietniu 1942 ponownie skierowany do dywizjonu 303. Od 7 maja 1942 do 19 maja 1942 dowódca dywizjonu 303. Od 25 maja 1942 do 11 lutego 1943 dowódca dywizjonu 308. Oficer łącznikowy w 12. Grupie Myśliwskiej. Od czerwca dowódca 3. Polskiego Skrzydła Myśliwskiego. Wojnę zakończył jako słuchacz VI Kursu Wyższej Szkoły Lotniczej. Zdemobilizowany w 1947 roku, pozostał w Wielkiej Brytanii. Zmarł 13 marca 1969 roku w Surbiton, został pochowany na cmentarzu w Nortwood Middlesex. 

## Zwycięstwa powietrzne
Na liście Bajana figuruje na 129. pozycji z 2 pewnymi, 1 prawdopodobnym i 2 uszkodzonymi samolotami.
Zestrzelenia pewne:
- Do-215 – 15 września 1940 (pilotował Hurricane'a L2099)
- 1/8 Do-215 – 18 września 1940 (pilotował Hurricane'a L2099)[6]
- He-111 – 26 września 1940 (pilotował Hurricane'a V7289)
- He-111 – 27 września 1940 (pilotował Hurricane'a V7289)

Uszkodzenia:
- He-111 – 26 września 1940 (pilotował Hurricane'a V7289)

## Awanse
- kapitan – 1 marca 1942
- major – w czasie służby w dowództwie 12 grupy myśliwskiej

## Ordery i odznaczenia
- Krzyż Srebrny Orderu Virtuti Militari nr 9616 (15 listopada 1942)
- Krzyż Walecznych (1 lutego 1940/1?, 15 lutego 1944)
- Medal Lotniczy – czterokrotnie
- Odznaka za Rany i Kontuzje
- brytyjski Distinguished Flying Cross (15 maja 1944)